# Coupe nord-africaine des vainqueurs de coupe
La Coupe nord-africaine des vainqueurs de coupe est une compétition  amicale annuelle de football lancée en 2008, organisée par l'UNAF. Elle oppose les clubs vainqueurs des coupes nationales des pays de l'Afrique du Nord que sont le Maroc, l'Algérie, la Tunisie et Libye. 
Ce tournoi peut être considéré comme étant le successeur de la Coupe d'Afrique du Nord de football et de la Coupe du Maghreb des vainqueurs de coupe.
La compétition est annulée  en 2010, fusionnant avec la Coupe nord-africaine des clubs champions.

## Palmarès
| Édition | Vainqueur | Finaliste        | Score         | Lieux             |
| ------- | --------- | ---------------- | ------------- | ----------------- |
| 2008    | ES Tunis  | JSM Béjaïa       | 0-0, puis 2-1 | Béjaia puis Tunis |
| 2009    | CS Sfax   | Al Ahly Benghazi | 1-1, puis 0-0 |                   |
| 2010    | ES Sétif  | Al Nasr Benghazi | 3-1, puis 3-2 |                   |

## Bilan

### Bilan par pays
| Pays    | Victoires | Finales perdues | Clubs vainqueurs          |
| ------- | --------- | --------------- | ------------------------- |
| Tunisie | 2         | 0               | ES Tunis (1), CS Sfax (1) |
| Algérie | 1         | 1               | ES Sétif (1)              |
| Libye   | 0         | 2               |                           |
| Maroc   | 0         | 0               |                           |
| Égypte  | 0         | 0               |                           |

### Bilan par club
| # | Club             | Pays    | Victoires | Finales perdues | Années |
| - | ---------------- | ------- | --------- | --------------- | ------ |
| 1 | ES Sétif         | Algérie | 1         | 0               | 2010   |
| - | CS Sfax          | Tunisie | 1         | 0               | 2009   |
| - | ES Tunis         | Tunisie | 1         | 0               | 2008   |
| 4 | Al Nasr Benghazi | Libye   | 0         | 2               |        |
| - | Al Ahly Benghazi | Libye   | 0         | 1               |        |
| - | JSM Béjaïa       | Algérie | 0         | 1               |        |

## Primes
Chaque participant touche une prime en fonction de ses résultats:
- 150 000 dollars pour le vainqueur.
- 75 000 dollars par le finaliste.
- 50 000 dollars pour chaque participant.
- 20 000 dollars pour chacune des équipes par match.
- 10 000 dollars pour chaque fédération.